# Gabela (Angola)
Gabela es una ciudad y localidad ubicada en el municipio de Amboim, Provincia de Cuanza Sur, Angola. Tiene cerca de 126 mil habitantes en un área de 4.642 km².

## Historia
Fue fundada con el nombre de "N´Guebela" el 28 de septiembre de 1907, cuando el área estaba bajo el control del Imperio portugués mientras pasaba por un gran desarrollo gracias a los cultivos de café. 3 años luego, el 18 de agosto de 1944 la " Companhia Angolana de Agricultura" (CADA), construyó su sede aquí, con el fin de dedicarse a sus plantaciones de aceite de palma y el ya mencionado café.
La región llegó a ser la zona de cultivo de café más importante del país y la ciudad, una de las más prosperas de la nación , el área de la ciudad logró particularmente mayor crecimiento del visto anteriormente. Gracias a esto, entre 1973 y 1974, Angola pasó a ser el lugar de mayor producción de café en África con cifras de 204.000 toneladas. En 1975 se dio el comienzo de la guerra civil angoleña, conflicto que obligó a los campesinos portugueses a huir, por tanto la producción de café cayo bastante. La CADA llegó a trabajar con solo 6.000 personas en 1977, ese mismo año, la empresa fue nacionalizada junto a todas sus instalaciones. Con el transcurso de la guerra, la CADA caía cada vez más.
Luego del fin de la guerra, la zona de gabela espera la reapertura de la CADA, para activar la economía de la ciudad de nuevo. Desde 2013, el cultivo de café se fortaleció ayudando al gobierno municipal. A pesar de los avances y esfuerzos, el área no ha logrado volver a su antigua importancia. Además la ciudad tenía una mina a 610 m s. n. m. y un ferrocarril hacia Porto Amboim.

## Flora y fauna
La ciudad recibe su nombre actual del Prionops gabela y el Sheppardia gabela, Especies y también es hogar del Laniarius amboimensis, todas estas especies que están en Peligro de extinción y habitan solo las tierras cerca y alrededor de la ciudad en la Sabana del Gran Escarpe de Angola, por esto hay gran cantidad de bosques y especies únicas en la zona. La ciudad está a una altitud de 942 m s. n. m.
- Datos: Q1009549